# 新佩拉赫中心站
新佩拉赫中心站（德語：U-Bahnhof Neuperlach Zentrum）是一座慕尼黑地铁5号线位于拉默斯多夫-佩拉赫的一座车站，是一个较为繁忙的换乘车站。